# Winfried Brechmann

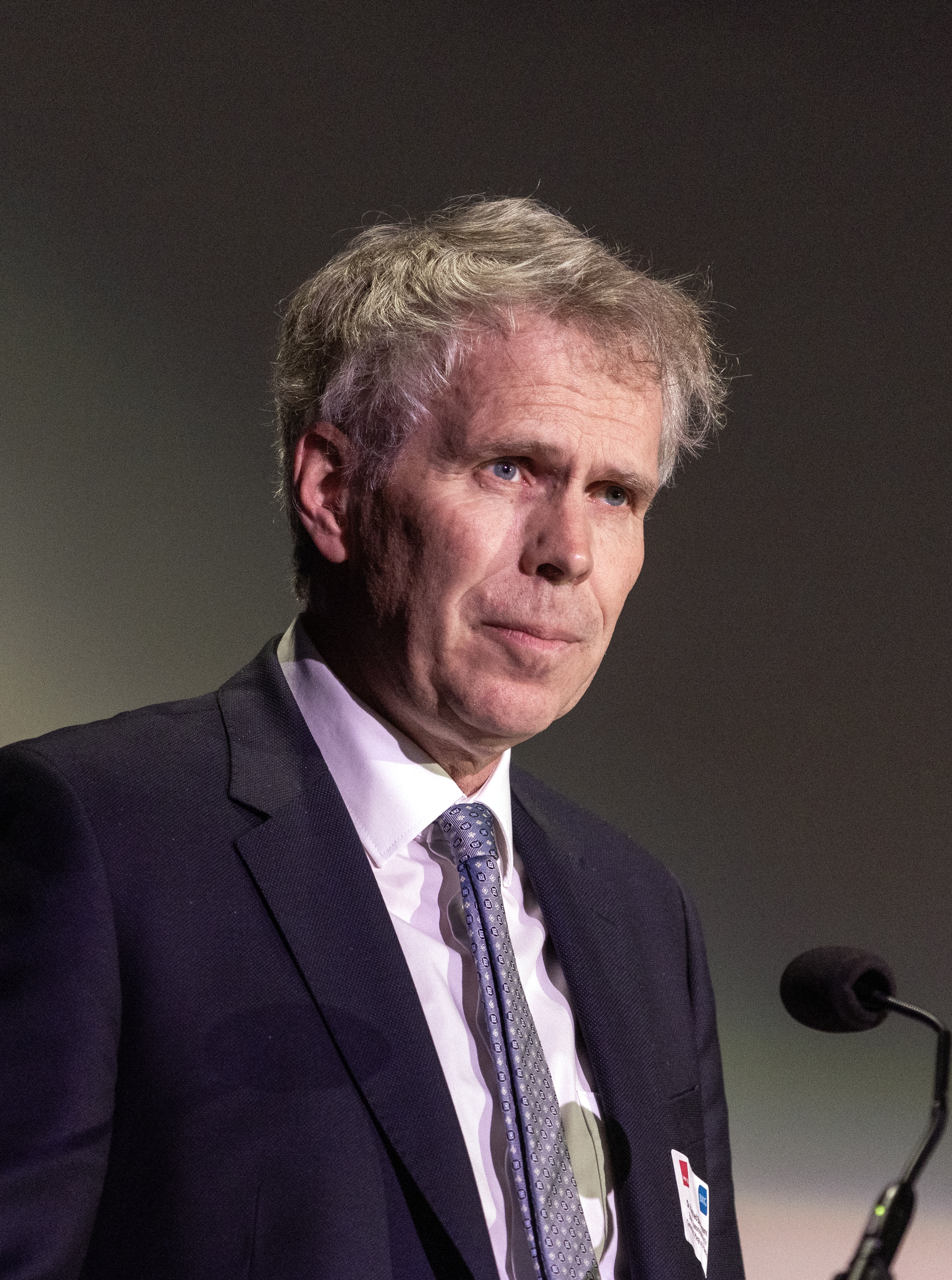
Dr. Winfried Brechmann, April 2024

Winfried Brechmann (* 3. Dezember 1963 in Hamm) ist ein deutscher Verwaltungsjurist. Er ist seit 2024 Amtschef im Bayerischen Staatsministerium der Justiz. Davor war er von 2020 bis 2024 Amtschef im Bayerischen Staatsministerium für Gesundheit und Pflege.

## Leben
Brechmann studierte Rechtswissenschaften und wurde 1993 zum Dr. jur. promoviert. Im Januar 1995 legte er die Zweite Juristische Staatsprüfung ab und trat im April desselben Jahres als Richter auf Probe am Verwaltungsgericht Würzburg in den Dienst des Freistaates Bayern. Es folgte von Oktober 1995 bis März 1998 eine Abordnung als wissenschaftlicher Mitarbeiter am Bundesverfassungsgericht. Nach seiner Ernennung zum Regierungsrat auf Lebenszeit im April 1997 sowie dem Ende der Abordnung war Brechmann ab April 1998 Referent im Referat „IA1 – Verfassungs- und Verwaltungsrecht“ im Bayerischen Staatsministerium des Inneren tätig, woran sich im August 1998 seine Ernennung zum Oberregierungsrat anschloss.
Zum 1. Februar 2001 wechselte Brechmann als Abteilungsleiter mit der Zuständigkeit für die Kommunalaufsicht an das Landratsamt München. Dort blieb er bis zu seinem Wechsel am 1. September 2003 als Leiter des Referats „Landesgesetzgebung und Normprüfung; Zentrale Normprüfungsstelle“ der Bayerischen Staatskanzlei. In den folgenden Jahren folgten zum März 2004 seine Ernennung zum Regierungsdirektor, zum März 2007 seine Ernennung zum Ministerialrat (A 16) und zum März 2010 seine Ernennung zum Ministerialrat (B3). Am 10. Februar 2011 übernahm er die Stellvertretung der Leitung der Abteilung „Gesetzgebung und Recht, Streitkräfte“ sowie zum 1. April 2011 Leitung des Referats „Bundesratsangelegenheiten; Bund-Länder-Finanzbeziehungen“ in der Bayerischen Staatskanzlei. Im Zuge dessen erfolgte zum 1. Juli 2011 seine Ernennung zum Leitenden Ministerialrat.
Brechmann wurde am 15. November 2013 Leiter der Abteilung „Gesetzgebung und Recht, Streitkräfte“ in der Bayerischen Staatskanzlei und anschließend am 13. März 2014 zum Ministerialdirigenten ernannt. Er stieg zum 1. April 2019 zum Ministerialdirektor sowie stellvertretenden Amtschef unter Staatsminister Joachim Herrmann (CSU) im Bayerischen Staatsministerium des Inneren, für Sport und Integration auf.
Vor dem Hintergrund der globalen COVID-19-Pandemie setzte Ministerpräsident Markus Söder (CSU) den Ministerialdirektor Brechmann mit Wirkung vom 19. März 2020 als Amtschef unter Staatsminister Klaus Holetschek (CSU) im Bayerischen Staatsministerium für Gesundheit und Pflege sowie als Leiter der „Taskforce Corona-Pandemie“ des Freistaates Bayern ein. Die Taskforce wurde im Juli 2022 aufgelöst. Am 1. Juli 2024 wurde er als Nachfolger von Frank Arloth unter Staatsminister Georg Eisenreich (CSU) zum Amtschef und Ministerialdirektor im Bayerischen Staatsministerium der Justiz.
Brechmann ist verheiratet und hat drei Kinder.

## Veröffentlichungen (Auswahl)
- Die richtlinienkonforme Auslegung: zugleich ein Beitrag zur Dogmatik der EG-Richtlinie. Dissertation, Beck, München 1994, ISBN 978-3-406-38133-1.
- u. a. mit Theodor Meder, Andreas Funke, Max-Emanuel Geis: Die Verfassung des Freistaates Bayern: Kommentar. Richard Boorberg Verlag, 2020, ISBN 978-3-415-06617-5. (6., neu bearbeitete Auflage)

## Auszeichnungen
- Brechmann erhielt am 5. Juli 2023 den Bayerischen Verdienstorden aus der Hand von Ministerpräsident Markus Söder.[3]